# Fajoemi
De fajoemi is een kippenras uit Egypte, genoemd naar het gouvernement Fajoem ten zuidwesten van Cairo. Het behoort tot de pelhoenders.

## Geschiedenis
Huishoenders werden in Egypte als eerste tijdens de periode van het Nieuwe Rijk afgebeeld. Hoe oud de fajoemi's zijn, is onduidelijk. Sinds de jaren 40 van de twintigste eeuw zijn zij in het Westen bekend, nadat een decaan van de Iowa State University de dieren had geïmporteerd.

## Kenmerken

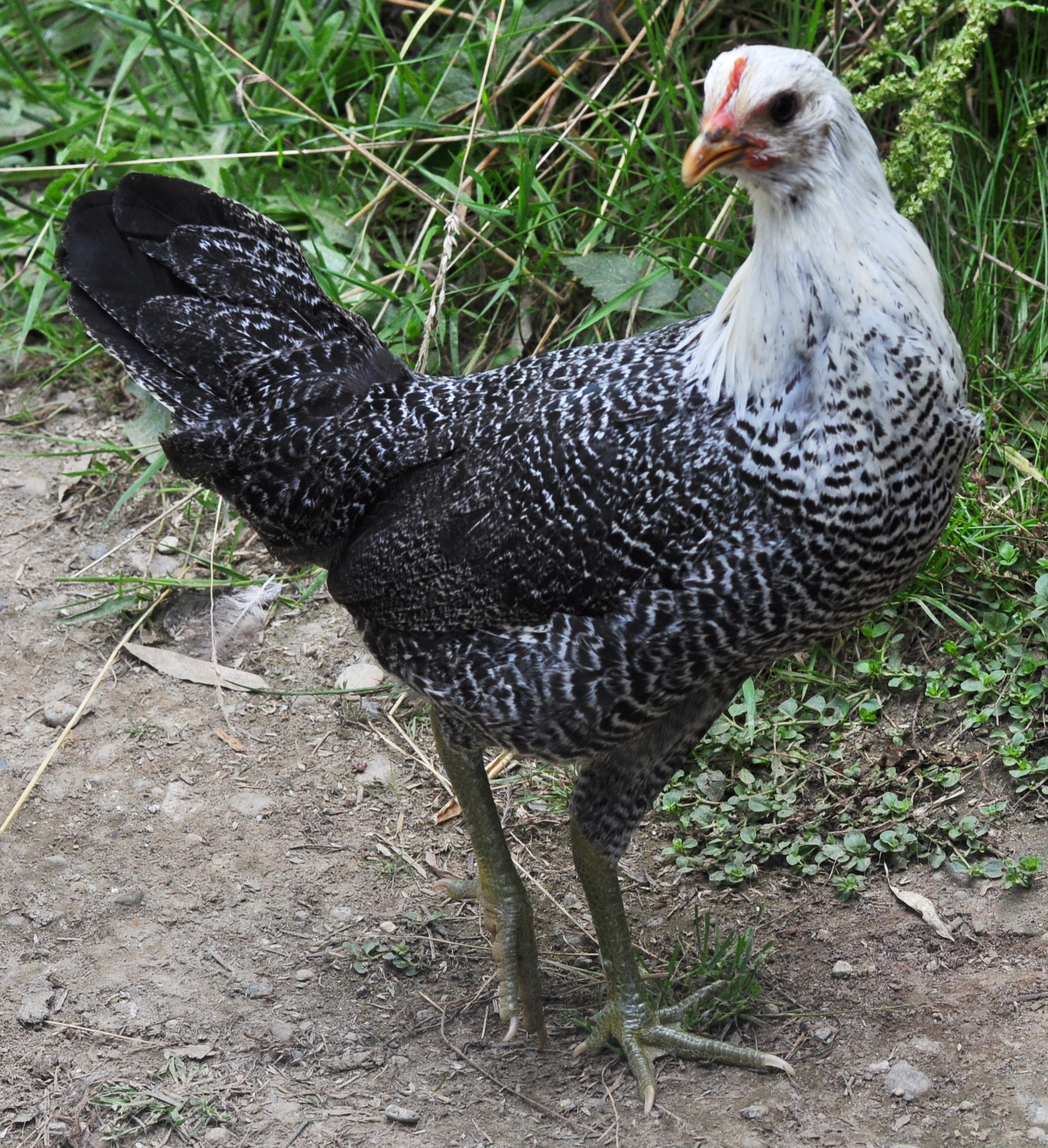
Een jonge hen

Fajoemi's zijn relatief licht, met een maximumgewicht van de hanen tot 2 kg en van de hennen tot 1,6 kg. Er is maar één kleurslag, namelijk zilver-zwartpel. Ze hebben een enkelvoudige kam. De oren zijn wit. Op grond van de gelijkenis met zilverpelvariant van het Kempisch hoen en de brakel wordt het bestaan van de fajoemi voor sommigen als bewijs voor de legende gezien volgens welke de West-Europese pelhoenders tijdens het Romeinse Rijk ingevoerd zouden zijn.
Het ras is robuust en goed bestand tegen hitte. Volgens wetenschappers bestaat er een goede resistentie tegen verschillende virale en bacteriële infecties. Het zijn goede scharrelaars en de hennen leggen crèmekleurige eieren. De ontwikkeling van de kuikens verloopt buitengewoon snel, waarbij de hennetjes al na 4,5 maanden beginnen te leggen en de haantjes na vijf of zes weken beginnen te kraaien.